# Machlolophus xanthogenys
Machlolophus xanthogenys е вид птица от семейство Paridae.

## Разпространение
Видът е разпространен в Индия, Непал и Пакистан.